# Cevada perolizada

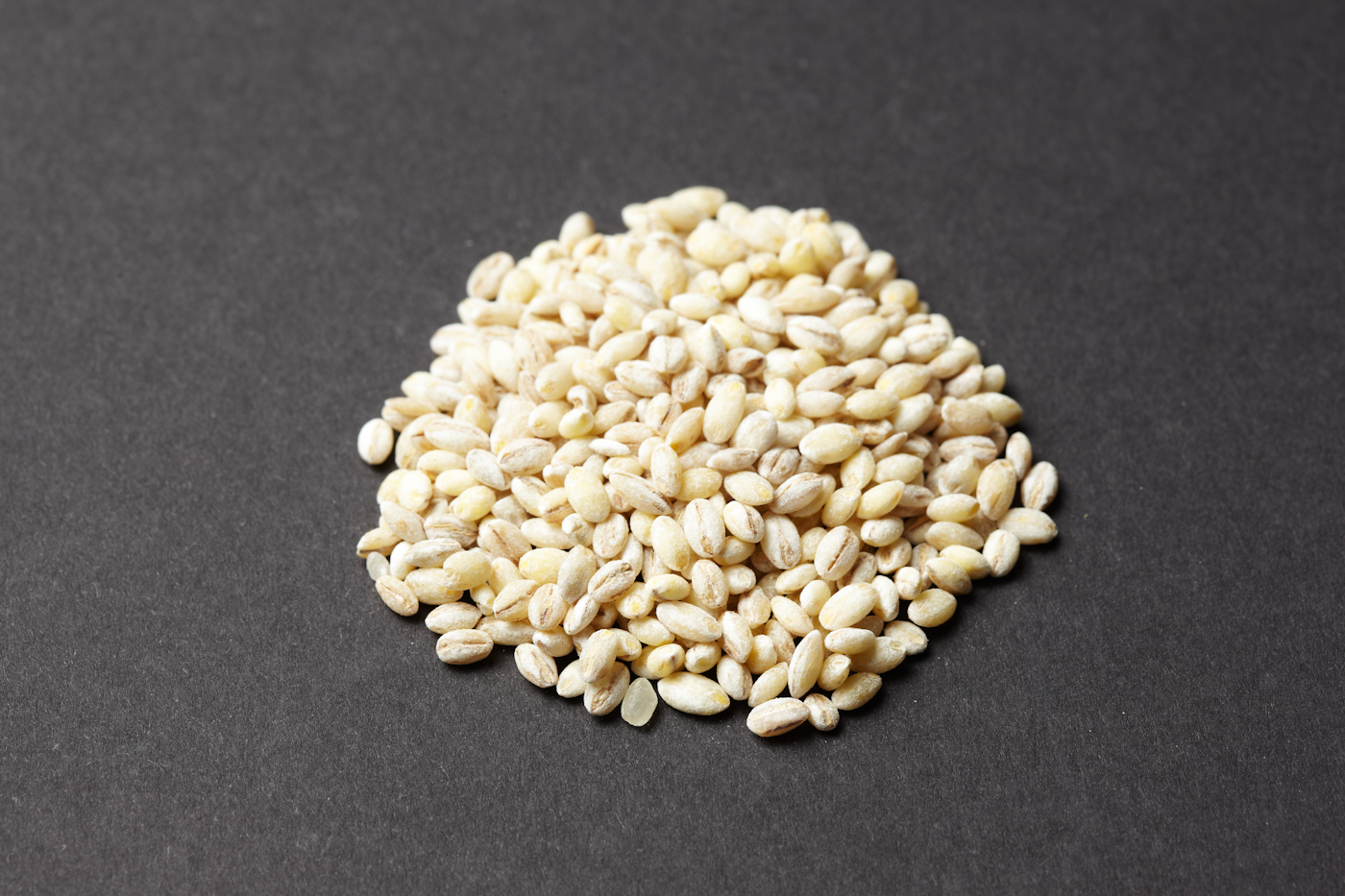
Cevada perolizada

Cevada perolizada é a cevada que foi processada para remover sua casca externa fibrosa e polida para remover parte ou toda a camada de farelo.
É a forma mais comum de cevada para consumo humano, pois cozinha mais rápido e é menos borrachuda do que outras formas menos processadas do grão, como a "cevada com casca" (ou "cevada sêmea", também conhecida como "cevada em conserva" e "cevada escocesa"). A farinha de cevada fina é preparada a partir de cevada perolizada moída.
A cevada perolizada é semelhante ao trigo em seu conteúdo calórico, proteico, vitamínico e mineral, embora algumas variedades sejam mais ricas em lisina. É usada principalmente em sopas e ensopados. É o ingrediente principal do prato italiano orzotto e um dos principais ingredientes do prato judaico tcholent e da sopa polonesa krupnik.